# 若井望
若井 望（わかい のぞむ）は、日本のギタリスト。血液型はA型。洗足学園音楽大学音楽学部ジャズコース中退。ハードロック/ヘヴィメタル・ミュージシャンとしての活動の他、CDジャケットやアーティストフォトを手がけるアートディレクターでもある。Japan Mensa 会員、IQ140。

## 略歴
高校時代にディープ・パープルを聴いて音楽に目覚める。その後、LAメタルやジャパニーズ・メタルに傾倒し、洗足学園音楽大学音楽学部ジャズコースへ進学。
小野正利のライブにてスカウトされインディーズバンドでの活動、TAKUIのサポートギタリストを経て、元ANTHEMの森川之雄率いるHard Rock BANDTHE POWERNUDEのギタリストとして活動。2007年に脱退。
その後、俳優藤田玲率いるDUSTZやBLIZARDの村上兄弟とのバンドなどを経て、五十嵐充(元Every Little Thing)とRUSHMORE(avex)を結成。2009年、アルバムリリース。
その後は、作曲家、音楽プロデューサーとしての活動も多い。LAメタル全般をこよなく愛し、当時の楽器やブランドにもあかるく、2009年には、フェンダー傘下のシャーベルのデモンストレーションを勤める。
2010年からはギブソンUSA傘下のブランドの一つKramer Guitarsと正式契約し、デモンストレーターとしても活動。
2014年には、BLIZARDの30周年にちなんだ再結成に、音信不通であった松川敏也の代わりに参加。若井自身、松川RAN敏也をもっとも敬愛するギタリストにあげている。
容姿やプレイスタイルも松川RAN敏也に似ており、「初めて会った時はランが目の前にいる様だった。BLIZARDでライブを行うにあたり重要な存在だった」と寺沢功一が語っている。
2014年11月26日には、若井自身によるソロプロジェクト「Nozomu Wakai's DESTINIA」としてキングレコード傘下のNEXUSレーベルよりアルバム『Requiem for a Scream』がリリースされる。
2014年、2014年度『BURRN!』読者投票にて最優秀新人賞「BRIGHTEST HOPE」受賞のほか、6部門に上位ランクイン。
2015年8月12日には、Nozomu Wakai's DESTINIAとしてNEXUSレーベルよりミニ・アルバム『Anecdote of the Queens』リリース。
2015年8月30日、Nozomu Wakai's DESTINIA　ワンマンライブ「a LIVE for a Requiem」渋谷O-WESTをSold Out。
2016年、浜田麻里のアルバム『Mission』に作編曲、ギター、サウンドディレクターとして参加。その後、サポートギタリストとして「MARI HAMADA 2016 "Mission" TOUR」に参加。
2016年、聖飢魔IIのギタリスト、ルーク篁のソロツアーにサポートギタリストとして参加。
2017年、自身のニュー・アルバムをワードレコーズと組み、ロニー・ロメロ（レインボー/ローズ・オブ・ブラック）を迎えてワールドリリースを前提に制作することを『BURRN!』誌5月号にて発表。
石橋凌、TRFなどのアーティストフォトおよびCDジャケットなどのアートディレクターとしての側面も持つ。
2018年、DESTINIAとしてTOTOやホワイトスネイクを擁するイタリアのメロディック・メタルの名門フロンティアーズ・レコードと契約しフル・アルバム『METAL SOULS』を全世界発売。日本盤はワードレコーズより発売。ロニーの他、マルコ・メンドーサとトミー・アルドリッジがメンバーとして参加。若井本人のプロデュースのもとミックスをフレデリック・ノルドストローム、マスタリングをイェンス・ボグレンが手掛けている。
2018年12月、ラフ・カットのポール・ショーティノ率いるSHORTINOにギタリスト/プロデューサーとして参加。ラスベガスでアルバムを制作している。2020年にニュー・アルバムを発売予定。
マイケル・シェンカーのマーチャンダイズなども手掛け始める。
2019年、SHOW-YA のニュー・アルバムのプロデューサーを務める。
2020年春、SHORTINO名義でアルバム『Make a Wish』発表。
2020年7月、グラハム・ボネット率いるアルカトラスのアルバム『BORN INNOCENT』に作曲とギターで参加。
2021年4月、DESTINIA ライブDVD/BD 『TOKYO ENCOUNTER』発表。
2021年8月、35周年の記念となる SHOW-YA のニュー・アルバム『SHOWDOWN』発表。
2022年8月、日本のブラックメタルバンド Sigh に正式に加入。
2024年9月、アニメ「FAIRY TAIL 100年クエスト」の挿入歌「Beyond the Quest」の作詞を手掛ける。作曲は高梨康治、歌唱はNoora Louhimo(BATTLE BEAST)。同年に高梨が出演した「京伴祭」と「東京伴祭」ではギター演奏を務めた。

## ディスコグラフィ

### アルバム・ミニアルバム・ライブ作品
SHORTINO
Make a Wish（2020年）
DESTINIA
METAL SOULS（2018年） TOKTO ENCOUNTER（2021年）※ライブ作品
Nozomu Wakai's DESTINIA
Requiem for a Scream（2014年）
Anecdote of the Queens（2015年）
a Live for a Scream（2016年）※ライブ作品
THE POWERNUDE
ROCK'N'ROLL RIDE（2002年）
MISSION:SMASH（2002年）
ELECTRIC SOUL（2003年）
THE BEST OF THE POWERNUDE（2004年）
都音
玲瓏（2006年）
RUSHMORE
REASON OF FOUR SEASONS（2009年）

### シングル
RUSHMORE
恋情（おもい）（2008年）
ever yours（2009年）
特別なんていらない（2009年）
Christmas Tears（2009年）

## 主な楽曲提供
アルカトラス
「Fin McCool」
浜田麻里
「Black Rain」
「Disruptor」
「Orience」
「Heart Of Grace」
「Sparks」
「Rin」
「Rainbow After A Storm」
「Crimson」
「Get Together」
米倉千尋
「Calling」(PlayStation 2ゲーム「戦神 -いくさがみ-」主題歌)
DUSTZ
「Pain」(画ニメ雨宮慶太監督「G-九」テーマソング)
「Never Again」(CS系「戦場のガールズライフ」由美のテーマ（挿入歌）)
「Tomorrow」(CS系「戦場のガールズライフ」由美のテーマ（挿入歌）)
「ENDLESS BLUE」
「RAIN」
「Border Line」
80_pan
「謎」 (Xbox 360ソフト「アブソリュート」主題歌)

## 主なレコーディング・編曲参加
アルカトラス
「Fin McCool」
ロニー・ロメロ
「Turbo Lover (feat. Nozomu Wakai)」（ロニー・ロメロのカバー・アルバム『Raised On Heavy Radio』（2023年）に収録。）
エラバレシ
「もっと、ねぇもっと」TVアニメ「立花館To Lieあんぐる」主題歌
浜田麻里
「Tears Of Asyura」
「Rainbow After A Storm」
榊原ゆい
「Kadenz」（アニメ「Dies irae」OPテーマ曲）
- Arrangement/Guitar

「Gregorio(LxTmix)」
- Arrangement/Programming/Guitar  「TREUE〜蒼麗の閃光〜」（ゲーム『スーパーロボット大戦OG』レオナ テーマ曲アレンジ）
- Arrangement/Guitar

「Decoration」
- Guitar

「Sparkle」etc...
- Guitar

ファンタズム（FES cv.榊原ゆい）
「嘆きのアラベスク」
- Guitar

「グラジオール」(PCゲーム「CHAOS;HEAD」EDテーマ)
- Guitar

「運命のファルファッラ」(Xbox 360ソフト「STEINS;GATE」EDテーマ)
- Guitar

「刻司ル十二ノ盟約」(TVアニメ「STEINS;GATE」EDテーマ)
- Guitar

Zwei
「DECLARATION」
「H-A-R-D-E-R」
- Guitar

HANI
「君ひとりだけ」
- Arrangement/Guitar/Bass

「初めて出逢った日のように」
- Arrangement/Guitar/Bass

Fuki Commune
アルバム「Welcome!」より
「月が満ちる前に」
「輝く夜へようこそ！」
「僕が生きる世界」
- Arrangement/Guitar

「I'll never let you down!」
「青い季節に」
「Liberator」
「未来」
- Guitar

TVアニメ「クイーンズブレイド」
「buddy-body」(EDテーマ)
- Guitar

「on the mark」(EDテーマ)
- Guitar

「美闘士カーニバル たおれる時は前向きに」(OVA主題歌)
- Guitar

TVドラマ「ハングリー!」(音楽：大橋トリオ)「メインテーマ」
Guitar

## プロデュース・サウンドディレクション
- Fuki Commune「Welcome!」
- 浜田麻里「Mission」
- リエコランド「雨降り星」(TOKYO MX テレビ「読モカフェTV」)
  - Produce/Sound Direction
- PlayStation 2ソフトエルヴァンディアストーリー(サウンドディレクション)
  - Sound Direction
- PlayStation 2ソフト戦神-いくさがみ-(メインテーマ,EDテーマ)
  - Sound Direction

## 作詞
アニメ「FAIRY TAIL 100年クエスト」
「Beyond the Quest」(挿入歌)

## 主なライブ参加
- ルーク篁
- アルカトラス
- AYASA
- 浜田麻里
- 大橋りえ
- TAKUI
- 榊原ゆい
- Phantasm
- パク・ヒョンビン
- パク・クァンヒョン
- HANI
- 高梨康治